# ادوارد وانونتس
ادوارد هایکی وانونتس (ارمنی: Էդուարդ Հայկի Վանունց؛ زاده ۲ فوریهٔ ۱۹۲۹ - درگذشته ۱۲ دسامبر ۲۰۰۶) مهندس صدا اهل ارمنستان بود. وی بین سال‌های ۱۹۵۷ تا ۱۹۹۷ میلادی فعالیت می‌کرد.

## زندگی‌نامه
وی در ۲ فوریهٔ ۱۹۲۹ در روستوف-نا-دونو در به دنیا آمد . وی همچنین برنده جوایزی همچون چهره هنری شایسته ارمنستان شوروی (۱۹۶۷) و چهره افتخاری هنر فدراسیون روسیه شد. وی در ۱۲ دسامبر ۲۰۰۶ در سن ۷۷ سالگی درگذشت.

## گزیده فیلمشناسی
از فیلم‌ها یا برنامه‌های تلویزیونی که وی در آن نقش داشته‌است می‌توان به من شخصا او را می‌شناسم (1958)، سلام، این منم! (1965)،   اشاره کرد.